# Andrej Bagar

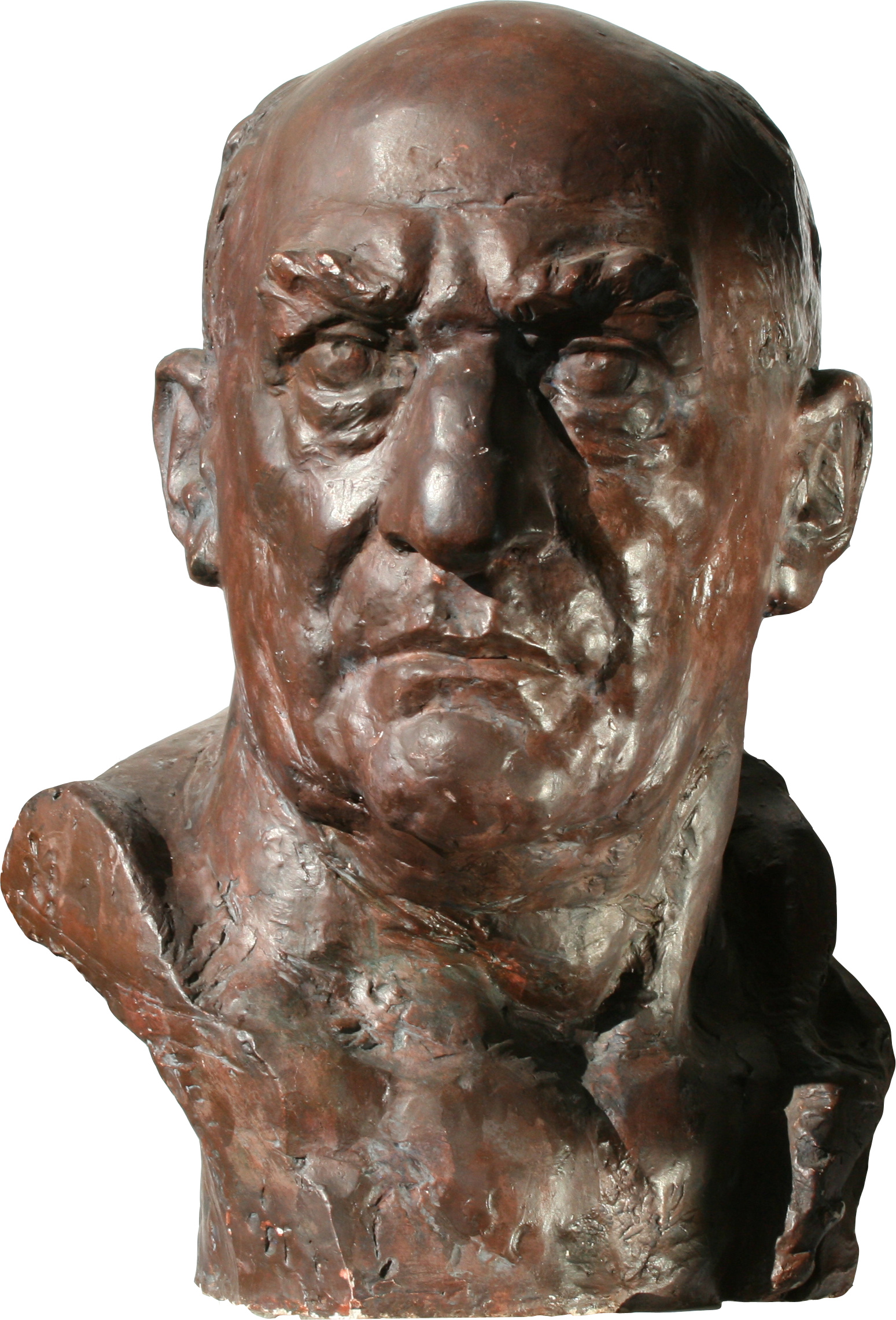
Büste Andrej Bagars

Andrej Bagar (* 20. Oktober 1900 in Trentschin-Teplitz, heute Trenčianske Teplice, Österreich-Ungarn; † 31. Juli 1966 in Bratislava) war ein slowakischer Schauspieler, Regisseur und Pädagoge.

## Leben
Bagar wirkte in diversen Filmen mit und war Mitglied des Slowakischen Nationaltheaters. Er beteiligte sich während des Zweiten Weltkriegs am Slowakischen Nationalaufstand und war Gründer eines Fronttheaters.
Er wurde mit dem Staatspreis der ČSSR, dem Orden der Republik, dem Orden der Arbeit und als Nationalkünstler ausgezeichnet. Nach ihm ist der Andrej-Bagar-Preis benannt. In Neutra trägt das Andrej-Bagar-Theater seinen Namen.

## Filmografie
- 1935: Milan Rastislav Štefánik
- 1936: Liebe, Freiheit und Verrat (Jánošík)
- 1937: Vzdušné torpédo 48
- 1938: Zborov
- 1938: Matčina zpověď
- 1938: Neporažená armáda
- 1947: Lockende Ferne (Varúj...!)
- 1948: Ves v pohraničí
- 1949: Čertova stěna
- 1951: Dem Morgen entgegen (Boj sa skonči zajtra)
- 1953: Über uns tagt es (Nad námi svítá)
- 1953: Nástup
- 1955: Dřevená dědina
- 1958: Zemianska česť
- 1962: Mladé letá (Fernsehfilm)
- 1963: Jánošík
- 1965: Úplně vyřízený chlap